# Jørgen Ingmann
Jørgen Ingmann (Copenhague, 26 de abril de 1925-Holte, 21 de marzo de 2015) fue un guitarrista de jazz y pop danés. Gozó de popularidad en Europa y alcanzó un gran éxito internacional en 1961 con su versión de "Apache". Él y su esposa, Grethe Ingmann, ganaron el Festival de la Canción de Eurovisión de 1963 con la canción "Dansevise".

## Biografía
Ingmann nació en Copenhague y actuó por primera vez como guitarrista con Svend Asmussen, el violinista de jazz, durante la década de 1940 y principios de la de 1950, en un grupo conocido como Unmelancholy Danes.
Recibió la influencia del guitarrista estadounidense y pionero de los estudios de grabación Les Paul. A mediados de la década de 1950, montó su propio estudio donde desarrolló técnicas de multipista y distorsión, utilizando su propio acompañamiento de bajo y batería, y comenzó a grabar bajo el nombre de Jørgen Ingmann & His Guitar.
Bajo este nombre, grabó una versión de "Apache" en otoño de 1961. "Apache" fue grabada originalmente en junio de 1960 por el grupo británico The Shadows. La versión de Ingmann alcanzó en 1961 el número 1 en Canadá en la lista CHUM , el número 2 en Estados Unidos en la lista Billboard de sencillos pop, el número 9 en la lista Billboard de R&B, el número 4 en Cashbox y el número 6 en Alemania.
Compuso una ópera, Tre farger Blå, que solo fue grabada en 1965, tras el éxito de Eurovisión.
Rehizo "Anna" de Silvana Mangano con un éxito moderado en las listas estadounidenses.  En la primera mitad de la década de 1960 tuvo muchos éxitos en Alemania, incluyendo "Pepe" (1961 #15), "Anna" (1961 #19), "Violetta" (1962 #16), "Drina Marsch" (1964 #5) y "Zorba le Grec" (1965 #14).
La revista Billboard informó que alcanzó el segundo puesto en la lista de sencillos pop de Dinamarca con su grabación de "Marchen Til Drina" el 7 de diciembre de 1963.  Su grabación alcanzó el primer puesto el 17 de diciembre de 1963. Otras grabaciones suyas incluyen « Tequila » (que también grabó durante los años 60 con los Champs) y una versión de "Pinetop's Boogie Woogie" de Pinetop Perkins (de 1962).
Trabajó como miembro del dúo Grethe og Jørgen Ingmann junto a su mujer Grethe Ingmann. El dúo ganó el Melodi Grand Prix danés en 1963 con el tema Dansevise ('Melodía bailable'), música de Otto Francker y letra de Sejr Volmer-Sørensen. Con esta victoria consiguieron el pasaporte a Reino Unido, donde representaron a Dinamarca en Eurovisión 1963, consiguiendo la primera victoria en Eurovisión para dicho país.
Su mejor trabajo de jazz se encuentra en el LP "Guitar in Hifi" que, además de "Margie", el primer tema, contiene muchas canciones escritas por Hoagy Carmichael. Se publicó en Inglaterra en un LP de 10 pulgadas y en otros países en un LP de 12 pulgadas. En Estados Unidos se tituló "Jorgan Ingmann Swings Softly".
Él y Grethe se conocieron en 1955, se casaron en 1956 y se divorciaron en 1975. Se volvieron a casar en la década de 1980. Grethe Ingmann murió el 18 de agosto de 1990 de cáncer, a los 52 años. Jørgen Ingmann murió el 21 de marzo de 2015, a los 89 años.

## Paso por Eurovisión
En 1963, Grethe & Jørgen fueron elegidos para representar a Dinamarca en el Festival de Eurovisión. Con este fin se unieron formando un dúo llamado Grethe & Jørgen Ingmann, que interpretaría el tema Dansevise (Melodía bailable), con música de Otto Francker y letra de Sejr Volmer-Sørensen. El dúo ganaría el Festival con 42 puntos, un récord hasta la fecha. Sin embargo, un supuesto error en las votaciones de Noruega, ya que el portavoz, en una primera votación, otorgaba 2 puntos al tema danés, y 3 al suizo, lo que daba la victoria al tema suizo de Esther Ofarim, T'en Va Pas, pero Noruega otorgó los votos en un orden erróneo, por lo que la presentadora decidió que los repitiera. En la repetición, el portavoz cambió los votos, dando 4 puntos a Dinamarca y 1 a Suiza, dando ahora sí la victoria a Dinamarca. Hoy en día el tema Dansevise está considerado como uno de los mejores temas que han pasado por el Festival de Eurovisión en su historia.